# Kanata kara
Kanata kara (彼方から? lett. "Da molto lontano") è un manga fantasy scritto e illustrato da Kiyoko Hikawa per la rivista LaLa di Hakusensha dal 1992 al 2003. La serie è stata poi raccolta in 14 volumetti tankōbon.
Condivide con altre opere come I cieli di Escaflowne, Inuyasha, Anatolia Story e Fushigi yûgi il filone inaugurato negli anni Sessanta da Ōke no monshō con una protagonista contemporanea del lettore catapultata in un periodo storico, o addirittura un mondo fantastico.

## Trama
Noriko Takichi è una studentessa qualunque delle superiori. Un giorno, tornando a scuola viene colpita da una bomba e si risveglia sola e sperduta in un bosco che crede inizialmente essere poco lontano da dove si trovava quando c'è stata l'esplosione. In realtà il bosco si trova in un'altra dimensione nella quale la ragazza è stata catapultata e da cui non può andarsene.
Poco dopo il suo risveglio, nel bosco arriva un uomo di nome Izark, alla ricerca di un fantomatico "risveglio", un'entità malvagia che rischia di distruggere il suo mondo e che egli ha il compito di uccidere. Inizialmente lo sconosciuto crede che il "risveglio" sia la ragazza straniera che ha incontrato nella foresta, tuttavia incomincia anche ad interrogarsi sul fatto che sia giusto punire e uccidere un'innocente che non ha alcuna colpa di essere nata con quella maledizione e decide pertanto di risparmiarla. Noriko tuttavia, riconoscendo la compassione dello sconosciuto nonostante non capisca la sua lingua, decide di seguirlo nella speranza di essere aiutata a sopravvivere in quel posto ostile e difficile, confidando di poter un giorno fare ritorno nel suo Giappone.
Durante il loro viaggio insieme Izark e Noriko incontreranno molti personaggi diversi tra loro, alcuni insegneranno loro saggezza e comprensione, altri cercheranno di uccidere la ragazza per evitare che il loro mondo scompaia.